# Doris Fitschen
Doris Fitschen (25 de octubre de 1968, Zeven, Alemania occidental - 15 de marzo de 2025) fue una futbolista alemana que jugaba como centrocampista. 
Junto con Martina Voss y Silvia Neid, es considerada la jugadora de fútbol femenino alemán más exitosa, ya que ganó siete títulos nacionales y seis trofeos de la DFB. Fitschen compitió por Alemania en los Juegos Olímpicos de Verano de 1996 y 2000.

## Trayectoria

### Clubes
Fitschen firmó para la Women's United Soccer Association (WUSA) antes de la temporada inaugural en 2001. Fue asignada a Philadelphia Charge y marcó el primer gol del equipo en una victoria por 2-0 en San Diego Spirit el 22 de abril de 2001. A pesar de perderse la parte final de la temporada con una lesión en la muñeca que terminó con su carrera, Fitschen fue nombrado Jugadora Defensiva del Año de WUSA.

## Selección nacional
El debut de Fitschen para el equipo nacional de Alemania Occidental se produjo el 4 de octubre de 1986; en una victoria por 2-0 sobre Dinamarca. Anotó su primer gol internacional en el mismo partido después de entrar como cambio. 

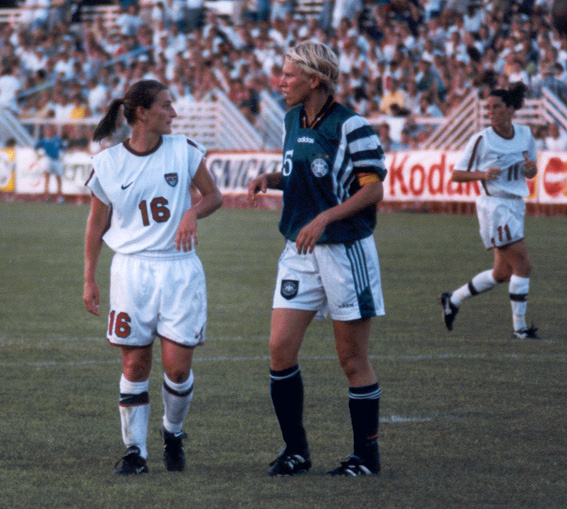
Fitschen (5) marcando a Tiffeny Milbrett (16) de los Estados Unidos en 1998.

En la Competición Europea de Fútbol Femenino de 1989, Fitschen fue una parte importante del equipo que se consagró con el primer trofeo importante de Alemania Occidental. La UEFA la nombró la Jugadora de Oro del torneo.
Después de su retiro, Fitschen recibió un premio especial de logro de la UEFA, por su destacada contribución al fútbol femenino.

## Clubes

### Juvenil
| Club           | País     | Año         |
| -------------- | -------- | ----------- |
| FC Hesedorf    | Alemania | 1978 - 1982 |
| TuS Westerholz | Alemania | 1982 - 1988 |

### Adulta
| Club                    | País           | Año         |
| ----------------------- | -------------- | ----------- |
| Vfl Eintracht Wolfsburg | Alemania       | 1988 - 1992 |
| TSV Siegen              | Alemania       | 1992 - 1996 |
| 1. FFC Frankfurt        | Alemania       | 1996 - 2001 |
| Philadelphia Charge     | Estados Unidos | 2001        |

## Palmarés

### Clubes
| Torneo          | Club            | País     | Año     |
| --------------- | --------------- | -------- | ------- |
| Bundesliga      | TSV Siegen      | Alemania | 1993-94 |
| Bundesliga      | TSV Siegen      | Alemania | 1995-96 |
| Bundesliga      | 1.FFC Frankfurt | Alemania | 1998-99 |
| Bundesliga      | 1.FFC Frankfurt | Alemania | 2000-01 |
| DFB-Pokal       | 1.FFC Frankfurt | Alemania | 1992-93 |
| DFB-Pokal       | 1.FFC Frankfurt | Alemania | 1998-99 |
| DFB-Pokal       | 1.FFC Frankfurt | Alemania | 1999-00 |
| DFB-Pokal       | 1.FFC Frankfurt | Alemania | 2000-01 |
| DFB-Hallenpokal | 1.FFC Frankfurt | Alemania | 1997    |
| DFB-Hallenpokal | 1.FFC Frankfurt | Alemania | 1998    |
| DFB-Hallenpokal | 1.FFC Frankfurt | Alemania | 1999    |

### Selección
| Torneo           | Club     | País           | Año  | Resultado |
| ---------------- | -------- | -------------- | ---- | --------- |
| Eurocopa         | Alemania | Alemania       | 1989 | Oro       |
| Eurocopa         | Alemania | Dinamarca      | 1991 | Oro       |
| Eurocopa         | Alemania | Alemania       | 1995 | Oro       |
| Eurocopa         | Alemania | Noruega Suecia | 1997 | Oro       |
| Juegos Olímpicos | Alemania | Australia      | 2000 | Bronce    |
| Eurocopa         | Alemania | Alemania       | 2001 | Oro       |

## Distinciones
- Campeonato Femenino de la UEFA: Jugadora de Oro, 1989
- Copa Mundial Femenina de la FIFA: Equipo All-Star, 1999